# Martha Graham (honderdplusser)
Martha Graham (december 1844 - 25 juni 1959) was de 2e officiële oudste levende persoon ooit. Zij behield deze titel van 24 oktober 1955 tot haar dood.
Over Grahams leven is niet veel bekend. Zij werd in 1844 geboren in slavernij. Vanaf het overlijden van Betsy Baker werd zij de oudst erkende mens in leven ter wereld. In juli 1958 werd zij zelfs de oudste erkende mens die ooit geleefd heeft. Op 25 juni 1959 overleed ze in Fayetteville op de leeftijd van 114 jaar en (circa) 180 dagen. Zij werd opgevolgd door James Henry Brett als oudste erkende levende mens ter wereld.